# 넬슨 프레이레
넬슨 호세 핀토 프레이레(Nelson José Pinto Freire, 1944년 10월 18일 ~ 2021년 11월 1일)는 브라질의 클래식 피아니스트이다. 당대 최고의 피아니스트 중 한 명으로 여겨지는 그는 "장식적인 피아노 연주"와 "해석의 깊이"로 유명했다. Sony Classical, Teldec, Philips 및 Decca와 같은 레이블에 대한 그의 광범위한 디스코그래피는 Gramophone Award 및 Diapason d'Or를 포함한 상을 수상했다. 베를린 필하모닉, 런던 심포니 오케스트라, 로열 콘체르트헤보우 오케스트라, 뉴욕 필하모닉 등 세계 유수의 오케스트라와 협연했다. 그는 오랜 친구인 마르타 아르헤리치와 함께 피아노 듀오 음악을 연주하고 녹음했다.
그는 1944년 10월 18일 보아 에스페란사에서 태어났다. 그는 세 살 때 피아노를 치기 시작했다. 그는 자신의 누나인 Nelma가 막 연주한 기억곡을 다시 연주했다. 그는 네 살에 첫 공개 리사이틀을 했다.
1957년, 프레이레는 12세의 나이에 베토벤의 피아노 협주곡 5번을 연주했다. 그는 리우데자네이루 국제 피아노 콩쿠르에서 7위를 차지했다. 그는 이후 Bruno Seidlhofer와 함께 비엔나에서 공부할 수 있는 브라질 정부 보조금을 받았다. 1964년까지 Freire는 리스본에서 열린 Vianna da Motta 국제 음악 콩쿠르에서 1위를 차지했으며(Vladimir Krainev와 함께 했던 ex-aequo) 런던에서 Dinu Lipatti 메달과 Harriet Cohen 메달도 받았다. 2001년 12월, 그는 파리에서 열린 마거리트 장기 콩쿠르의 심사위원장을 역임했다. 더 프롬스에서의 데뷔는 2005년 8월이었다.

## 참고 문헌
1. ↑  Kozinn, Allan (2009년 4월 20일). “For Dramatic Impact? A Subtle Palette”. 《The New York Times》 (미국 영어). ISSN 0362-4331. 2021년 11월 1일에 확인함.
2. 1 2  Lopez, Louis-Valentin (2021년 11월 1일). “"La perte d'un géant" : le pianiste Nelson Freire nous a quittés”. 《France Musique》 (프랑스어). 2021년 11월 1일에 확인함.
3. ↑  Allen, David (2021년 11월 4일). “Nelson Freire, Piano Virtuoso of Warmth and Finesse, Dies at 77”. 《The New York Times》 (미국 영어). ISSN 0362-4331. 2021년 11월 4일에 확인함.
4. 1 2  “Pianist searches for improvement and change”. 《The Vancouver Sun》. 1987년 1월 22일. C6면.
5. ↑  Andrew Clements (2005년 8월 1일). “BBCSSO/ Volkov”. 《The Guardian》. 2014년 12월 25일에 확인함.